# Yamaha SDR 200
La Yamaha SDR 200 è una motocicletta costruita dalla casa motociclistica giapponese Yamaha dal 1986 al 1987.

## Descrizione
La SDR 200 è dotata di un telaio a doppia culla tubolare in acciaio, al cui interno vi è un motore un monocilindrico a due tempi raffreddato a liquido inclinato in avanti dalla cilindrata di 195 cm³.